# Aszód
Aszód är en stad och kommun i distriktet Aszód i provinsen Pest i norra Ungern. Den ligger cirka 37 kilometer nordost om centrala Budapest. Kommunen har 6 129 invånare (2024), på en yta av 16,20 km².